# La Sirena
La Sirena és una empresa catalana dedicada a la venda minorista d'aliments congelats. A final del 2006 disposava de gairebé 200 punts de venda.

## Història
L'empresa matriu, Congelats Reunits SA, fou fundada l'any 1983 per Ramona Solé i Josep Maria Cernuda, dos empresaris dedicats a la venda de congelats i peix fresc respectivament. Durant els anys següents, l'empresa s'expandí notablement, sobretot a Catalunya.
El 2000, Agrolimen, una altra empresa familiar catalana, entrà al seu accionariat i n'adquirí gradualment la totalitat de les accions, per després vendre-la el 2005 al fons de capital de risc britànic 3i. El juliol del 2021, el grup Excelsior Times, propietat de l'empresari català José Elías, se'n va fer amb el control del 100% de les accions.